# Thung Thalay Luang Stadium
Das Thung Thalay Luang Stadium (Thai สนามฟุตบอลทะเลหลวง) ist ein reines Fußballstadion in der thailändischen Provinz Sukhothai, ca. 9 Kilometer nordwestlich der gleichnamigen Stadt. Es ist das Heimstadion vom thailändischen Erstligisten Sukhothai Football Club. Das 2015 erbaute Stadion hatte zuerst ein Fassungsvermögen von 9.500 Zuschauern. Eigentümer des Stadions ist die Sukhothai Provincial Administration Organization. Betrieben wird das Stadion vom Verein Sukhothai FC.
Das Stadion wurde von der Asian Football Confederation, kurz AFC, für Spiele der AFC Champions League zugelassen. Nachdem das Stadion kurzfristig auf 8000 Sitzplätze umgebaut wurde, trug der Sukhothai FC am 31. Januar 2017 ein Vorrundenspiel zur AFC Champions League gegen den Erstligisten Yadanarbon FC, der in der Myanmar National League, aus.

## Nutzer des Stadions
| Verein             | Zeitraum der Nutzung |
| ------------------ | -------------------- |
| Sukhothai FC       | 2015 bis heute       |
| Kongkrailas United | 2022 bis heute       |